# جيمس بالدوين (محرر)
جيمس بالدوين (بالإنجليزية: James Baldwin)‏ هو محرر أمريكي، ولد في 1841، وتوفي في 1925.